# Cardiochiles aethiops
Cardiochiles aethiops är en stekelart som först beskrevs av Cresson 1873.  Cardiochiles aethiops ingår i släktet Cardiochiles och familjen bracksteklar. Inga underarter finns listade.